# Outlast
Outlast é um jogo eletrônico de survival horror desenvolvido e publicado pela Red Barrels, uma empresa fundada por pessoas previamente envolvidas com alguns jogos eletrônicos, tais como Prince of Persia, Assassin Creed, Tom Clancy's Splinter Cell e Uncharted. Ele foi lançado em 4 de setembro de 2013 para Microsoft Windows, 4 de fevereiro de 2014 para PlayStation 4 e em 19 de junho de 2014 para Xbox One.
O enredo do jogo é centrado em Miles Upshur, um repórter investigativo que decide investigar um hospital psiquiátrico abandonado chamado Mount Massive Asylum, localizado nas profundezas das montanhas de Lake County, Colorado. Um conteúdo para download intitulado Outlast: Whistleblower focado no personagem Waylon Park foi lançado alguns meses depois. Em 8 de dezembro de 2017, a Red Barrels anunciou Outlast: Bundle of Terror para Nintendo Switch. O título contava com o jogo original e sua expansão Outlast: Whistleblower e foi lançado em fevereiro de 2018.
Outlast originou mais 2 continuações, sendo Outlast 2, lançado em abril de 2017 e The Outlast Trials, lançado em maio de 2023.

## Jogabilidade
Outlast é um jogo de survival horror em primeira pessoa, ambientado em um hospício. O personagem principal, Miles Upshur, é incapaz de combater, com exceção de certas partes do jogo em que ele empurra os inimigos. Para navegar no ambiente, o personagem é capaz de subir para bordas, saltar sobre obstáculos baixos, rastejar e escorregar em aberturas estreitas. Os inimigos são incapazes de fazer qualquer dessas manobras, exceto saltar sobre obstáculos baixos, o que dá ao jogador uma certa vantagem. Além disso, o jogador sobrevive fugindo dos inimigos, escondendo dentro de armários ou debaixo das camas, embora certos inimigos possam procurar nestes locais e tentar localizar o jogador por um curto período de tempo antes de prosseguir.
Como grande parte do hospicio é escuro, o jogador deve usar a câmera de vídeo de Miles para ver, graças à sua função de visão noturna. Usando a visão noturna há o consumo de baterias, as quais estão espalhadas por todo o ambiente.
Quando ferido, Upshur deve evitar tomar qualquer dano por um tempo, o que permitirá que ele se recupere.

## Enredo
Miles Upshur, é um jornalista autônomo, que um dia recebe um email de fonte anônima, conhecida apenas como "The Whistleblower" (O Denunciante), sobre um hospital psiquiátrico que pertence e é operado pela corporação Murkoff. Ao chegar, o local parece completamente abandonado e deserto, porém carros da SWAT estão na entrada do manicômio e Upshur com seu instinto curioso de jornalista vai à investigação. Após encontrar uma maneira de adentrar o manicômio, ele se depara com corpos de pessoas espalhados pelos corredores (alguns mutilados e até estraçalhados), e os pacientes que escaparam, conhecidos como "Os Variantes" vagam pelo local. Progredindo através dos dormitórios superiores, ele encontra um oficial empalado da SWAT, que em seus momentos finais diz ao jornalista para sair do local enquanto ainda pode, destravando as portas da entrada principal na sala de controle. Saindo dos dormitórios, Upshur é atacado por um interno chamado Chris Walker, que lhe lança através de uma janela, caindo no saguão. Ainda recobrando a consciência, o protagonista se dá cara-a-cara com o "Padre Martin", um paciente que acredita ser um padre. Martin diz que Upshur foi enviado por Deus para ser testemunha de seu culto, que deve permanecer no local e só depois poderá ir embora.
Upshur começa sua tentativa de encontrar uma maneira de sair do prédio, evitando ataques de Walker e outros pacientes. No entanto, enquanto ele tenta destravar as portas principais na sala de controle, é emboscado e sedado por Martin, que mais uma vez afirma que ele deve permanecer no manicômio e testemunhar os eventos ocorrentes por lá. Martin mostra-lhe imagens das forças de segurança do local sendo massacradas por uma entidade misteriosa, aparentemente sobrenatural conhecido com "Walrider", antes de levar Upshur inconsciente para uma cela.
Acordando, Upshur é forçado a encontrar um caminho através dos esgotos depois de encontrar dois prisioneiros, "Os Gêmeos", que expressam um desejo sádico de matar e comê-lo. No entanto, a dupla não ataca naquele momento, pois Martin pediu-lhes para não prejudicar o jornalista. Upshur faz o seu caminho através dos esgotos, evitando ataques de Walker e outros presos hostis, antes de finalmente chegar nos chuveiros.
Durante a tentativa de escapar pelos chuveiros, ele é atacado novamente por Walker, e escapa através das aberturas. Progredindo mais pelo do edifício, Upshur é logo perseguido por vários presos de uma vez só, mas escapa através de um mini elevador, porém é surpreendentemente atacado e capturado por um dos executivos da empresa (Murkoff) - agora psicótico - Dr. Richard "Richard Trager", que coleciona partes de corpos dos pacientes e pratica cirurgias nada convencionais. Trager aprisiona Upshur, prendendo-o a uma cadeira de rodas. Após um breve passeio pela sua ala cirúrgica, Trager corta fora dois dedos de Upshur usando um grande par de tesouras que estavam em um mictório sujo. Upshur consegue escapar e é iniciada uma perseguição. Quando Upshur está prestes a fugir, Trager destranca a porta do elevador com a chave e inicia uma luta com Upshur, resultando na morte de Trager esmagado entre os andares pelo elevador
O jornalista encontra com Martin novamente, o instruindo a encontrá-lo no lado de fora. Upshur sai para o terreno, no lado de fora do manicômio,porém na ala de descanso do edifício, mas é perseguido de volta para dentro por Walker e pelo Walrider, que se revelou uma espécie de fantasma ou espírito que Upshur só pode ver ao usar a visão noturna de sua câmera. Ele é forçado a utilizar uma escada em ruínas para acessar diferentes andares do prédio, seguindo uma trilha de sangue que Martin deixou para ele. Upshur depois de sair do lado de fora, vai para a ala feminina do manicômio, onde encontra Martin mais uma vez, dizendo que o fim se aproxima e que sua missão esta prestes a chegar ao fim, Miles precisa chegar nos andares superiores para finalmente se encontrar com Martin, porém falta uma chave que está no corpo de um guarda. Após pegar a chave, Upshur consegue chegar a um andar ainda não explorado, onde em toda parte há altares com velas e pacientes rezando, como se algo de grande importância estivesse para acontecer. Finalmente, com a presença de vários pacientes, incluindo Os Gêmeos, Upshur encontra Martin na capela do manicômio, o qual está preso a um crucifixo falando para Upshur testemunhar a sua morte e que sua liberdade e ressurreição estariam próximas, entregando-lhe a chave do elevador e posteriormente sendo queimado na cruz. Antes de tomar o elevador principal, Upshur é perseguido por Walker novamente. Upshur consegue chegar ao elevador,mas não dá muito certo, pois em vez de levá-lo até a saída, o elevador leva-o para uma instalação militar subterrânea e secreta sob o manicômio. Enquanto procurava por uma saída, Upshur é atacado e encurralado por Walker, no entanto, antes de matar o jornalista, o Walrider aparece e ataca brutalmente Walker, matando-o. Upshur prossegue pela instalação e encontra em uma sala  "Dr. Wernicke" (que originalmente acreditavam estar morto), o cientista responsável por todo o experimento conhecido como "Projeto Walrider".
Wernicke explica que o Walrider é o resultado de experimentos através de nanotecnologia realizados em um paciente chamado "Billy Hope", e que o Walrider é controlado por Billy. Wernicke pede que Upshur encontre Billy no laboratório e mate-o, desligando seu sistema de suporte de vida, e assim ,consequentemente, matando o Walrider. Antes de decretar a morte de Billy, Upshur é diversas vezes perseguido pelo Walrider, que irá tentar acabar com os planos do jornalista a qualquer custo. Depois de realizar a tarefa dada por Wernicke, Upshur é repetidamente golpeado pelo Walrider e possuído pelo mesmo. Completamente debilitado e mancando em direção à saída, Upshur é confrontado por Wernicke acompanhado por vários guardas armados que acabam por disparar vários tiros contra Upshur. Upshur cai no chão, morrendo, a tela fica preta e uma frase é ouvida na voz de Wernicke: "Got in himmel, você se tornou o hospedeiro". Antes dos créditos, tiros e gritos são ouvidos, certamente Upshur, agora possuído pelo Walrider, matando os guardas e Wernicke.

## Personagens
- Miles Upshur - O protagonista, um jornalista autônomo que sempre foi em lugares em que nenhum jornalista iria. Ele foi contatado por um e-mail anônimo para ir em um manicômio gerenciado pela Corporação Murkoff e fazer uma matéria investigativa. Ele é o único personagem que na verdade nunca fala, em vez disso, ele simplesmente grita, geme e respira pesadamente durante sequências intensas, e cujos pensamentos e emoções são relatados em notas escritas pelo mesmo durante eventos presenciados e filmados. Apesar das dificuldades encontradas por ele no manicômio, Upshur mantém uma firme determinação para completar seus objetivos.
- Waylon Park - Um homem anônimo que deu a dica a Upshur sobre a atividade ilegal no Monte Asylum. Como mostrado em seu e-mail. Ele tem um ódio intenso da Corporação Murkoff, com a sua experimentação ilegal em pacientes do manicômio,  contatou Upshur, assim como outros repórteres, em uma tentativa de expô-los. Ele é um engenheiro de software sob contrato com Murkoff que começou a desconfiar de seus empregadores quando protocolos de segurança rigorosos recusaram deixá-lo em contato com sua esposa e filhos. Depois de um par de semanas, ele percebeu o que Mount Massive estava fazendo aos seus pacientes e parte para evidenciá-los,assim como Miles,não diz nada durante o jogo,somente geme,grita e respira pesadamente,e seus pensamentos somente são relatados em cartas que escreve para sua esposa,Lisa. Ele é o protagonista do pacote de expansão Outlast: Whistleblower.
- Dr. Rudolf Wernicke- Um ex-cientista nazista que realizou experimentos semelhantes com a produção e controle da nanotecnologia em Hitler na Alemanha. Após a guerra, ele foi levado para os Estados Unidos, como parte de um programa que procurou utilizar as habilidades do cientista estrangeiro para as suas próprias necessidades. Ele trabalhou pela primeira vez em Los Alamos antes de ser transferido para Mount Massive Asylum, que, secretamente, estava sob o controle do governo, com o disfarce de asilo para loucos. Sua morte foi falsificada em 2009, e ele continuou a sua pesquisa para o governo, em aliança com a Murkoff Corporation, até os acontecimentos do jogo. Ele diz para Upshur que a única razão pela qual ele ainda está vivo é porque o hospedeiro do Walrider, Billy, vê Wernicke como seu pai e, portanto, opta por deixá-lo viver. Dublado por Marcel Jeannin.
- "Jeremy Blaire'' - É o principal antagonista de Outlast: Whistleblower. Blaire, eventualmente, subiu nos ranques e se tornou um executivo de alto escalão da Murkoff. Jeremy Blaire era (como a maioria dos funcionários da Murkoff) um executivo arrogante, ganancioso e corrupto de Murkoff, que não se importava muito com os pacientes nos quais Murkoff fazia experimentos, mas se preocupava com os lucros que poderiam ser obtidos com tais experimentos brutais,também é um grande amigo do Dr. Richard,já que ordenou que ele matasse outros executivos e funcionários da Murkoff para cortar gastos. A partir de suas aparições, Blaire também mostrou-se cruel, sádico, esperto e, particularmente, psicótico, e zomba de Waylon sobre sua tentativa de expor a Murkoff e pergunta-lhe se ele quer ser voluntário para o Programa do Motor Morfogênico (programa das experiências ocorridas no manicômio), fingindo como se Waylon concordasse.
- William "Billy" Hope - Um paciente de vinte e três anos de idade, que vive dentro de uma esfera de vidro, mantido vivo por suporte de vida no laboratório subterrâneo em Mount Massive. Ele é o primeiro hospedeiro do Walrider. Apesar de suas capacidades físicas limitadas, controla as ações do Walrider através de um sonho lúcido. Ele vê Dr. Wernicke como seu pai, apesar de Rudolf estar simplesmente usando-o como um teste.
- O Walrider - É o ser que desencadeia o caos no hospício e é capaz de matar qualquer um ao seu alcance, O Walrider é a concretização e manifestação dos experimentos nanotecnológicos feitos pela Corporação Murkoff, propostos pelo doutor Wernicke, no paciente William "Billy" Hope. O Walrider tem grande força e poder e não pode ser visto a olho nu além de ser capaz de atravessar paredes e obstáculos. O Walrider possui incrível força física e é o ser mais poderoso fisicamente no jogo; Ele pode dominar qualquer Variante, como jogá-los em uma sala com pouco esforço e com grande velocidade ou esmagando-os em uma parede com força suficiente para literalmente espatifar seus corpos em pedaços.
- Padre Martin Archimbaud - Um ex-paciente em Mount Massive que, como resultado de sua insanidade, acredita-se ser um padre, reconfigurando as roupas  em uma espécie de batina. Ele acredita que Upshur seja um profeta enviado por Deus, para registrar os eventos dentro de Mount Massive e para "espalhar seu Evangelho" para o mundo exterior. Ele mantém um firme controle sobre a maior parte dos outros presos, usando este controle para salvar Upshur de vários ataques, principalmente pelos Gêmeos. Ele serve como uma das principais forças motrizes no jogo, aparecendo constantemente para Upshur segui-lo de longe. Dublado por Andreas Apergis.
- Chris Walker -  Walker é um ex-soldado do Exército dos Estados Unidos, que serviu várias vezes no Afeganistão. Ele é um homem que usa sua enorme força para arrancar a cabeça das pessoas fora de seus corpos, mostrando-se um psicótico colecionador de cabeças,apesar de sua aparência,Walker é bastante inteligente,possui uma boa agilidade e utiliza muito da audição para encontrar seus alvos,também é o primeiro inimigo que Miles encontra em sua jornada no Manicômio. Dublado por Chimwemwe Miller.
- Dr. Richard "Rick" Trager- Um ex-executivo da Corporação Murkoff, que, eventualmente, enlouqueceu e começou a atuar como médico, principalmente com a realização de experimentos e mutilações em pacientes e outros ex-executivos. Ele também desempenhou um papel em manter uma "tampa" sobre as atividades ilegais, ordenando a institucionalização de delatores potenciais, como David Annapurna, para que pudessem ser experimentados até a morte. Ele mantém um sentido consistente e muito de humor negro, assim como ele mutila dos dedos de Upshur. Ele também tem uma má opinião do padre Martin e sua "Bíblia", afirmando que o homem só poderia ser "um pouco louco". Dublado por Alex Ivanovici.
- Os Gêmeos - Gêmeos canibais,Loucos pervertidos,  nus que buscam Miles com a intenção de comê-lo. Várias vezes, eles são retidos por ordens do padre Martin, mas ocasionalmente perseguem Miles independentemente das ordens de Martin.
- Eddie Gluskin - Eddie era um paciente que foi abusado sexualmente por supostamente seu pai e seu tio e que, antes de ser admitido no Hospício Mount Massive, Eddie era um misógino e um assassino sociopata que mutilou mulheres. Eddie pega os prisioneiros e os mutila, em seu delírio fantasioso ele quer uma noiva, mas no hospício ele não consegue encontrar nenhuma mulher, ele então mutila os homens para que fique fisicamente igual às mulheres, tudo sem anestesia e utilizando equipamentos rústicos. Gluskin cria uma obsessão por Waylon.
- Frank Manera - Manera era uma parte do Projeto Walrider. Ele era um canibal mesmo antes do Walrider sair. Ele também se recusou à banhos e outras atenções do barbeiro além da anestesia, afirmando; A "nutrição forçada" seria recomendada para Manera se não pudessem encontrar algo que ele "goste de comer" (mais um aceno para os seus caminhos canibais;. Ele não iria comer, porque ele desejava seres humanos). Ele usa uma serra-elétrica para matar e persegue Waylon várias vezes.

## Realismo
Outlast se beneficiou da experiência de Thwacke! Uma empresa que ajuda a tornar os videogames mais realistas, fornecendo consulta de especialistas em diferentes campos da ciência. Para adicionar profundidade aos personagens, Maral Tajerian (PhD em neurologia e neurocirurgia) aconselhou dando-lhes personalidades únicas, com a colaboração de psiquiatras.
"Nem todos os pacientes em um asilo são necessariamente violentos, de modo que era algo que sugeriu que foi implementado", diz Tajerian, um pós-doutorado na Universidade de Stanford. "É mais real dessa forma."

## Recepção
Outlast foi recebido com críticas positivas. No Metacritic a versão PC tem 80/100, e a versão do PS4 tem uma média de 78/100. No GameRankings, a versão PC mantém 79,94% de aprovação, e a versão de PS4 tem 76,53%. Ele foi recebido com uma série de elogios e prêmios da E3 2013, incluindo o título de "Most Likely to Make you Faint" (mais provável fazê-lo desmaiar) e o "Best of E3" (Melhor da E3).
O site de jogos para PC Rock, Paper, Shotgun deu à Outlast um comentário muito positivo, observando que "Outlast não é uma experiência de como os jogos podem ser assustadores, é uma exemplificação." Marty Sliva da IGN avaliaram o jogo com uma pontuação de 7,8, elogiando os elementos de horror e jogabilidade ao criticar os ambientes e modelagem de personagens.
No Brasil, o site Nerd ao Máximo avaliou o jogo como um 76/100 na sua versão PC, destacando a ambientação impactante, o clima de suspense desenvolvido pela trama e o bom uso dos cenários e da trilha sonora - ou a falta dela - para imersão do jogador. Contudo, embora não seja um jogo de nicho, a recomendação é de que esse tipo de jogo fique apenas para os aficionados no gênero ou nos que estiverem curiosos, pois a alta violência e a atmosfera intimidadora pode não ser aconselhada para todos.

## Expansão

### Outlast: Whistleblower
O pacote de extensão de Outlast (DLC) chamado Outlast: Whistleblower foi lançado, o que serviria como um paralelo com o da campanha original. O novo enredo segue uma história de Waylon Park. Trabalhando para a Corporação Murkoff nos sistemas de softwares, Waylon não se agradava com os experimentos com pessoas que a Corporação fazia. Avisou o Miles Upshur o que estava acontecendo lá.
Depois de vários encontros trabalhando diretamente com o Motor Morfogênico, testemunhando a tortura que Ed Gluskin suportou, ele decide enviar um e-mail para Miles Upshur sobre a corrupção do Monte Massive. Por isso a morte de Wernike  foi anunciada e Waylon falou era uma falsa e Jeremy colocou Waylon no Projeto Walrider. Quando a rebelião começa, Waylon escapa.            
Pouco depois de enviá-lo, ele é pego pelo seu empregador, Jeremy Blaire. Como castigo, Jeremy tem Waylon comprometido e obrigado a suportar os testes do Motor Morfogênico. No entanto, O Walrider se liberta e começa a provocar o caos no Hospício Monte Massive, Waylon consegue escapar suas algemas, tendo uma filmadora com ele. Ele vê guardas sobreviventes e pessoal tentando escapar dos prisioneiros recém-libertados, tentando encontrar um rádio que ele pode usar para contactar as autoridades. Durante este tempo, ele sempre escapa um prisioneiro barbudo, canibal chamado Frank Manera, que usa uma serra elétrica para tentar matá-lo de várias maneiras, inclusive prendendo-o em uma fornalha. Mas Waylon consegue encontrar o rádio, mas Jeremy aparece e destrói o rádio, insistindo que ninguém pode revelar o segredo do Hospício Monte Massive. Ele deixa Waylon morrer nas mãos de Chris Walker, apenas para escapar. 
Waylon eventualmente vagueia em uma área isolada da Ala Feminina, onde um Variante com o nome de Dennis, infligido com transtorno dissociativo de identidade, captura e oferece-o como um sacrifício a um prisioneiro chamado Eddie Gluskin, a quem ele chama de "O Noivo". Embora inicialmente escapando de Gluskin, Waylon cai em um poço de elevador e fica um pedaço de escombro alojado em sua canela direita. Waylon é finalmente capturado, onde ele descobre como Gluskin tortura repetidamente e mutila genitais dos prisioneiros masculinos, tratando-os como suas noivas, antes de matá-los brutalmente. Ele tenta matar Waylon da mesma forma, mas Waylon consegue escapar no último segundo com a ajuda de outro prisioneiro que ataca Gluskin. Após Gluskin matar o outro prisioneiro, ele retorna para matar Waylon, suspendendo-o em um ginásio cheio de corpos pendurados, Waylon coloca-se a resistência suficiente para que Gluskin é pego nas múltiplas cordas de seu sistema de polias e, eventualmente, empalado por uma viga de madeira solta.
Enquanto a luz do dia finalmente aparece, Waylon continua durante no asilo, descobrindo que as forças paramilitares da Murkoff já chegaram ao local e estão matando todas as pessoas que vêem.Waylon consegue escapar-lhes, como eles estão todos mortos pelo O Walrider e chega na entrada principal. Lá ele encontra Jeremy ferido, deitado contra a porta da frente e pedindo ajuda. No entanto, como se aproxima, Jeremy apunhala no estômago com um caco de vidro, declarando que ninguém pode saber a verdade. Mas antes que ele possa entregar o golpe final, ele é atacado e morto pelo O Walrider. Waylon cambaleia para fora da porta da frente aberta e passado nos veículos militares, encontra o jipe de Miles Upshur no portão de segurança. Quando Waylon entra no jipe e liga-o, ele percebe uma figura escura, corpo quebrado, O Walrider sustentado por Miles Upshu saindo lentamente do asilo com uma névoa escura ao seu redor, e derrepende a névoa incorpora-se no carro e consequentemente em Waylon Park. Enfim, ele consegue escapar e bater através dos portões de entrada, assim como a figura sai do asilo.
Na cena do epílogo, Waylon totalmente recuperado ficou em contato com uma organização de vazamento de apresentar a sua informação secreta sobre a Murkoff. Waylon está sentado em um laptop com o arquivo de vídeo de todo o seu vídeo gravado a partir do asilo, pronto para ser enviado para a internet. Um homem associado ao site vazamento de pé na frente de sua mesa informa que ele será mais do que provas suficientes para arruinar a Murkoff, mas adverte a Waylon que isso irá resultar em Murkoff fazendo tudo que pode para puni-lo, em troca, incluindo ameaçar sua família. Apesar de alguma hesitação inicial, Waylon, em última instância decide correr o risco e faz o upload do vídeo, e os créditos rolam quando ele fecha o laptop.